# Rättsodontolog
Rättsodontolog är den tandläkare som genomgått utbildning av Svensk Rättsodontologisk Förening och Rättsmedicinalverket. I Sverige finns det en heltidsanställd rättsodontolog, samt rättsodontologer som arbetar vid behov knutna till utbildningsorterna för tandläkare. Rättsodontologen är avlönad av Rättsmedicinalverket. 
Till skillnad från rättsmedicin är rättsodontologi inte en av Socialstyrelsen erkänd specialitet.